# Fotbalový areál Poštorná
Fotbalový areál Poštorná – stadion piłkarski w Brzecławiu, w Czechach. Obiekt może pomieścić 4000 widzów. Swoje spotkania rozgrywają na nim piłkarze klubu MSK Břeclav; w przeszłości jego gospodarzem był zespół Tatran Poštorná. 6 czerwca 1993 roku na stadionie rozegrano mecz finałowy ostatniej edycji piłkarskiego Pucharu Czechosłowacji (1. FC Košice – Sparta Praga 5:1).